# Paróquia Nossa Senhora da Esperança (Ipatinga)
A Paróquia Nossa Senhora da Esperança é uma divisão da Igreja Católica sediada no município brasileiro de Ipatinga, no interior do estado de Minas Gerais. A paróquia faz parte da Diocese de Itabira-Fabriciano, estando situada na Região Pastoral III.

## História e descrição
Sua sede, a Igreja Nossa Senhora da Esperança, está situada no bairro Horto e foi construída por trabalhadores da Usiminas em 12 dias. Originalmente seria uma obra provisória, com início a 13 de dezembro de 1959. A paróquia, por sua vez, veio a ser criada em 15 de agosto de 1960, sendo assim a primeira paróquia de Ipatinga.
A Igreja Nossa Senhora da Esperança foi tombada como patrimônio cultural do município em 1981. A paróquia possui comunidades nos bairros Horto, Bom Retiro e Imbaúbas em Ipatinga. Também abrange o bairro Amaro Lanari, correspondente à Comunidade São José Operário, na cidade vizinha Coronel Fabriciano.

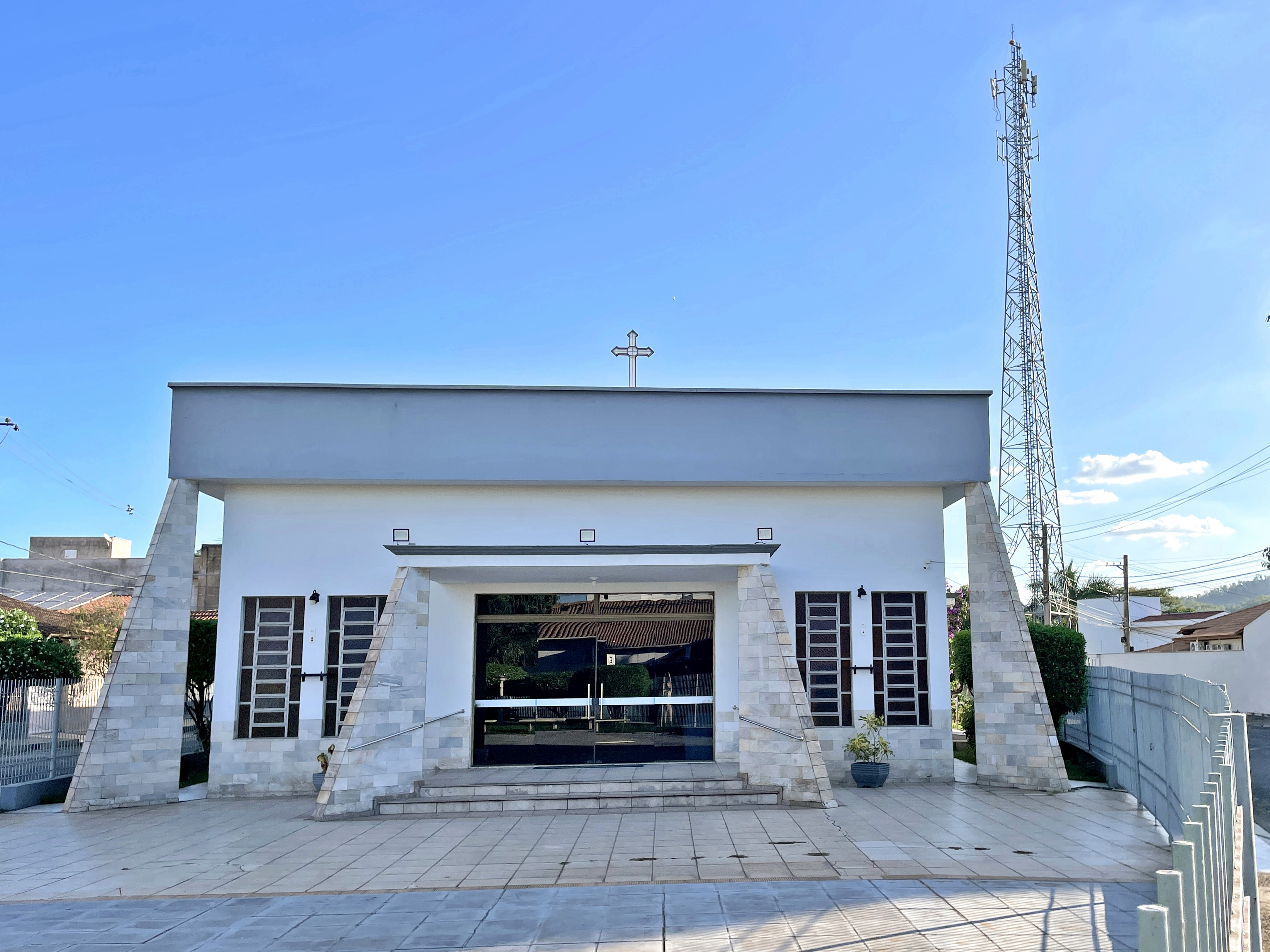
Igreja São Francisco de Assis do bairro Imbaúbas
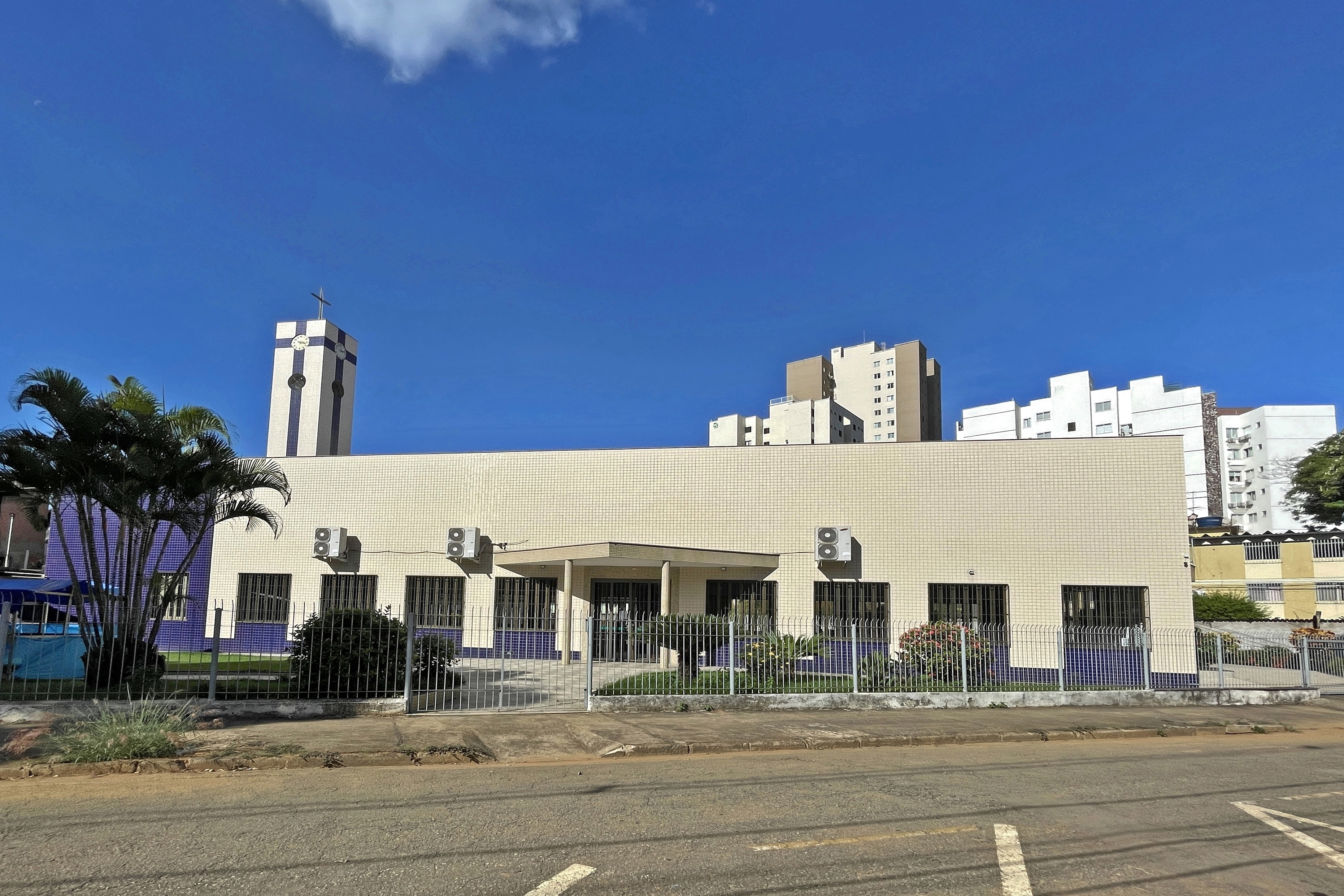
Igreja Nossa Senhora da Conceição do bairro Bom Retiro
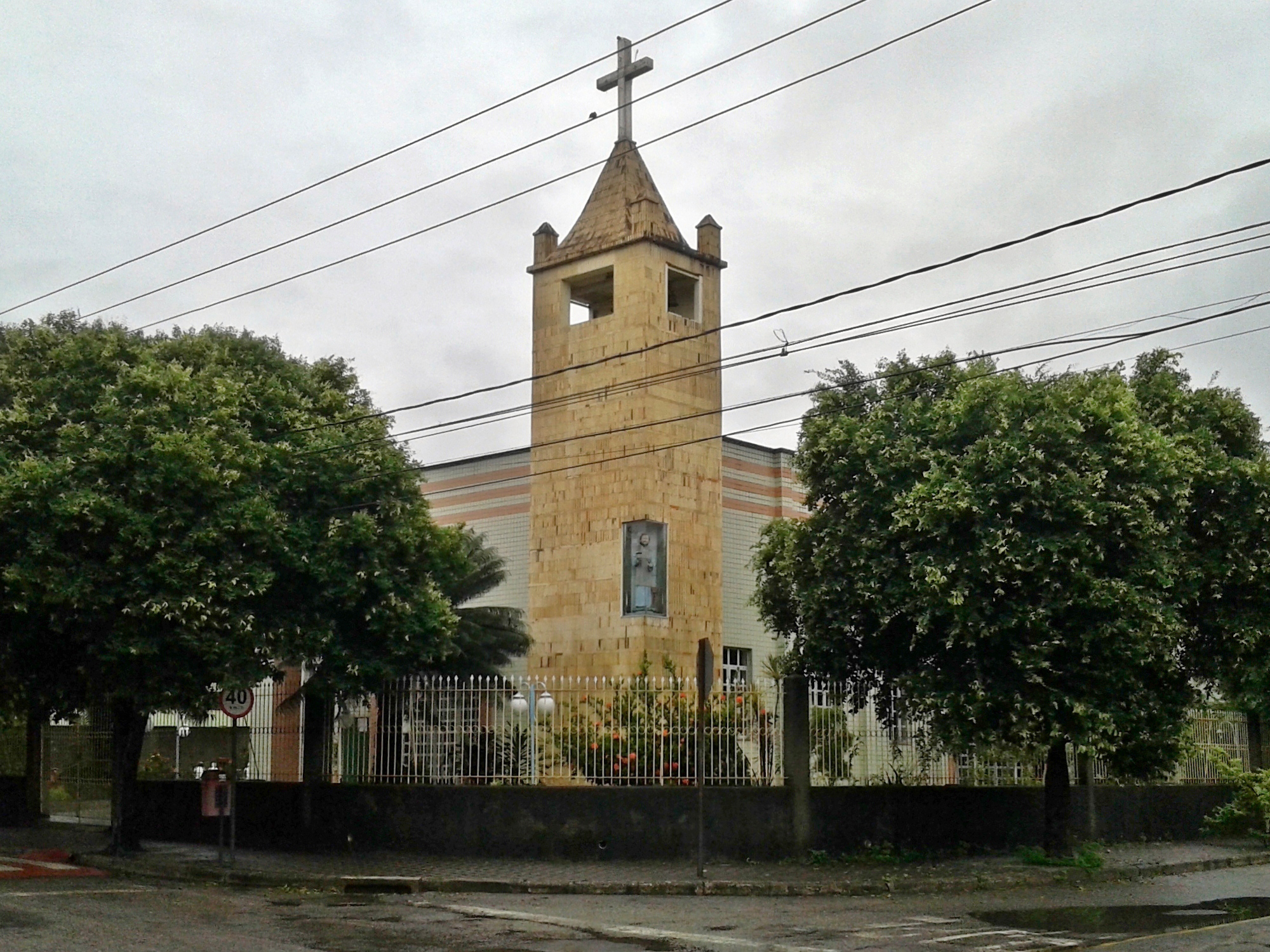
Igreja São José Operário do bairro Amaro Lanari, em Coronel Fabriciano.